# Práczki István
Práczki István (Pilis, 1926. március 26. – Cegléd, 2016. október 6.) vezérkari hírszerzőtiszt, autodidakta történetíró nyelvész és őstörténész.

## Élete
Alföldi kisparaszti családból származik. Tanulmányait Cegléden és a kőbányai Szt. László gimnáziumban végezte. 1948-ban sorkatonának hívták, utána a pécsi katonai főiskolán tereptan tanár, majd Budapesten az Orvosi Egyetem katonai tanszékének tanára lett.
1955-ben a Vezérkari Főnökség hírszerző akadémiáját végezte el és kezdő hírszerző tisztként a "Tájékoztatási Szolgálat"-nál dolgozott. 1958-ban került az HM 2. Csoportfőnökség Operatív Szolgálatához, melynek keretei között dolgoztak a hírszerzők és az ügynökök. Ebben a feladatkörben áthelyezték a külkereskedelembe, ahol majd húsz esztendőt töltött el.
1974–75-ben katonatisztként szolgált Vietnamban, ahol a Nemzetközi Ellenőrző és Felügyelő Bizottság (ICCS) magyar kontingensének hírszerzését vezette, és tevékeny részese volt a Vietnam egyesítésében, melyért megkapta a vietnami "Barátságért Érdemérem" (Huy chương Hữu nghị) kitüntetést.
A hetvenes évek végén a Közel-Keleten szolgált, ahonnan 1981-ben vonult nyugdíjba. A rendszerváltás idején bekapcsolódott a politikai közéletbe. Antall József kormányának hadügyi tárcája mellett tevékenykedett mint tanácsadó. Katonapolitikai nézetei markáns eltérése miatt szakított a konzervatív kormánnyal, és átlépett az MDF-ből Csurka István vezette Magyar Igazság és Élet Pártjába. Egy évtizeden át publikált a Magyar Fórum című periodikában. 1997-ben beválasztották a Magyarok Világszövetsége által kezdeményezett a Százak Tanácsa testületébe.
2000 óta elhagyta az aktív közéletet, és főleg ősmúlt- és nyelvtörténeti kutatói tevékenységét folytatja.

## Nyelvkutatás
Hírszerző szakmai munkája révén számos nyelvvel megismerkedve alternatív nyelvkutatási tevékenységbe kezdett. Felfedezései közé tartozik a fordított olvasás, a rovásírás olvasási technikájának átültetése a modern élő nyelvekre. Az ebből születő értelmezései bár ellentmondásosak, de kísérleteinek nagy száma új perspektívákat nyithat a magyar nyelv eredetének kutatásában.

## Történetírás
Nyelvkutatói és szófejtői tevékenysége eredményeként számos történeti folyamatot újraértelmezett, főleg az írott történelem legrégebbi forrásaira összpontosítva figyelmét. Könyveiben az európai mitológia, a magyar mondavilág és a bibliai történetírást próbálja új összefüggésekben feltüntetni.

## Művei
- Minek nevezzelek? Keresztnevek magyarázata. Ősnevek – ősmondák – ősmítoszok; szerzői, Monorierdő, 1998
- Magyar az Isten, 1997
- Atilla eposz. 36 énekben; Sárosi, Fót, 2005
- Európa elrablása és a pénz uralma, 2008
- Szent Grál és vérszerződés. A Da Vinci-kód feltörése; szerzői, Monorierdő, 2009 (Kadocsa könyvek)
- Kémjátszmák. Egy magyar hírszerző emlékiratai; Kárpátia Stúdió, Bp., 2014
- Szittya Biblia. Biblia-parafrázis, 2009. augusztus 31.; Világ Magyarsága, Istenmezeje, 2020 (Világ Magyarsága könyvtára)